# پانکارانا
پانکارانا (به ایتالیایی: Pancarana) یک کومونه در ایتالیا است که در استان پاویا واقع شده‌است. پانکارانا ۶٫۲ کیلومتر مربع مساحت و ۳۱۵ نفر جمعیت دارد و ۶۸ متر بالاتر از سطح دریا واقع شده‌است.